# Verband Japanisch-Deutscher Gesellschaften
Der Verband Japanisch-Deutscher Gesellschaften (jap. 全国日独協会連合会, zenkoku nichi-doku kyōkai rengōkai, kurz: VJDG) ist der Dachverband der Japanisch-Deutschen Gesellschaften (JDG) in Japan. Er hat mehr als 50 Mitglieder (Stand: April 2008). Der Dachverband wurde 1988 mit der Japanisch-Deutschen  Gesellschaft Tokyo als vorsitzender Gesellschaft gegründet.
Die mitgliederstärkste Gesellschaft innerhalb des VJDGs ist die JDG Tokyo, die auch den Vorsitz innehat. Stellvertretende Vorsitzende sind die JDG Hokkaidō, JDG Nagoya, JDG Westjapan, JDG Gumma, JDG Tochigi, JDG Toyohashi und JDG Kōbe.
Das deutsche Gegenstück ist der Verband Deutsch-Japanischer Gesellschaften (VDJG) als Dachverband der Deutsch-Japanischen Gesellschaften (DJG).